# Sachalinobia
Sachalinobia is een kevergeslacht uit de familie van de boktorren (Cerambycidae). De wetenschappelijke naam van het geslacht werd voor het eerst geldig gepubliceerd in 1899 door Jakobson.

## Soorten
Sachalinobia omvat de volgende soorten:
- Sachalinobia koltzei (Heyden, 1887)
- Sachalinobia rugipennis (Newman, 1844)